# Zyránna Zatéli
Œuvres principales
Le Crépuscule des loups, La Mort en habits de fête
Zyránna Zatéli (grec moderne : Ζυράννα Ζατέλη), née à Sochós en 1951, est une écrivaine grecque.

## Biographie
Elle naît en 1951 à Sochós, près de Thessalonique et y vit jusqu’en 1969, année pendant laquelle elle termine ses études secondaires. Elle voyage ensuite dans différents pays avant de s’installer en 1973 à Athènes. Après des études de théâtre, pendant trois ans, elle devient comédienne et productrice d’émissions de radio. Elle publie son premier livre en 1984 et se consacre depuis à l’écriture.

## Son œuvre
Ses deux premiers ouvrages sont des recueils de nouvelles, La fiancée de l’an passé (Περσινή αρραβωνιαστικιά - 1984) puis Gracieuse dans ce désert (Στην ερημιά με χάρι, 1986). Elle publie ensuite des essais et surtout des romans, comme ses nouvelles ancrés dans les réalités et les légendes de la Grèce du nord.
Elle a reçu deux fois le Grand Prix d’État, l'une des plus hautes récompenses littéraires de son pays, en 1994 et en 2002, pour deux romans, Le Crépuscule des loups (Και με το φως του λύκου επανέρχονται) et La Mort en habits de fête ( Ο θάνατος ήρθε τελευταίος).
Une des nouvelles tirée de son deuxième recueil a fait l’objet d’une édition à part, sous le titre Le vent d’Anatolie, chez Quidam éditeur en 2012. Ses romans sont publiés aux éditions du Seuil et aux éditions Publie.net.

## Romans
- Και με το φως του λύκου επανέρχονται, 1993
- Με το παράξενο όνομα Ραμάνθις Ερέβους, Ο θάνατος ήρθε τελευταίος, 2001
- Με το παράξενο όνομα Ραμάνθις Ερέβους, Το πάθος χιλιάδες φορές, 2009

## Nouvelles
- Περσινή αρραβωνιαστικιά, 1984
- Στην ερημιά με χάρι, 1986

## Essais
- O δικός της αέρας, 2005
- Οι μαγικές βέργες του αδελφού μου, 2006

### Traductions françaises
- Gracieuse dans ce désert, traduit du grec par Michel Volkovitch, Éditions publie.net, 2015.
- La Fiancée de l’an passé, traduit du grec par Michel Volkovitch, Éditions publie.net, 2013.
- Le Vent d’Anatolie, traduit du grec par Michel Volkovitch, Quidam, 2012.
- La Mort en habits de fête, traduit du grec par Michel Volkovitch, Seuil, 2007.
- Le Crépuscule des loups, traduit du grec par Jacques Bouchard, Seuil, 2001.